# Лев V
Лев V (лат. Leo; ? — вересень 903, Рим, Папська держава) — сто вісімнадцятий папа Римський (липень 903—вересень 903), народився поблизу Рима. Його правління, що тривало 30 днів проходило у найтемніший період папської історії. Лев V був зміщений антипапою Христофором, ув'язнений та задушений.